# 床板サンゴ類
床板サンゴ類(Tabulata)は、絶滅したサンゴの分類群の一つである。ほぼ全種が、方解石の骨格で構成された六角形の小室からなる蜂の巣状の群体を形成し、それぞれの小室にはサンゴ個体（ポリプ）が入る。隣接する小室は小さな孔で繋がる。際立った特徴は、各々の小室において水平方向の内壁（tabulae、床板）が発達するが、垂直方向の隔壁(septae)は少ないか欠くことである。四放サンゴ類よりも小さいが、平板状から円錐状、球状と形はかなり多様性がある。
約300種が記載されている。有名なものはAulopora属、Favosites属、Halysites属、Heliolites属、Pleurodictyum属、Sarcinula属、Syringopora属等である。発達した骨格内には、Cornulitida、Chaetosalpinx等の内部共生生物を含むことがある。
四放サンゴ類と同様に古生代に棲息し、オルドビス紀からペルム紀までの地層から化石が見つかる。層孔虫や四放サンゴ類とともに、シルル紀やデボン紀の浅い海に特徴的な生物である。デボン紀の海水準の上昇につれて個体数は減少し、最終的にP-T境界で絶滅した。

## 分類
- オーロポーラ目 Auloporida
  - オーロポーラ科 Auloporidae
  - シリンゴポーラ科 Syringoporidae
  - ロミンゲリア科 Romingeriidae
  - オーロシスティス科 Aulocystidae
- ハチノスサンゴ目 Favositida
  - ハチノスサンゴ科 Favositidae ハチノスサンゴ
  - ケニテス科 Coenitidaee
- ヘリオリテス目 Heliolitida
  - クサリサンゴ科 Halysitidae クサリサンゴ
  - ヘリオステス科 Heliolitidae
  - シュードプラズモポーラ科 Pseudoplasmoporidae

## ギャラリー

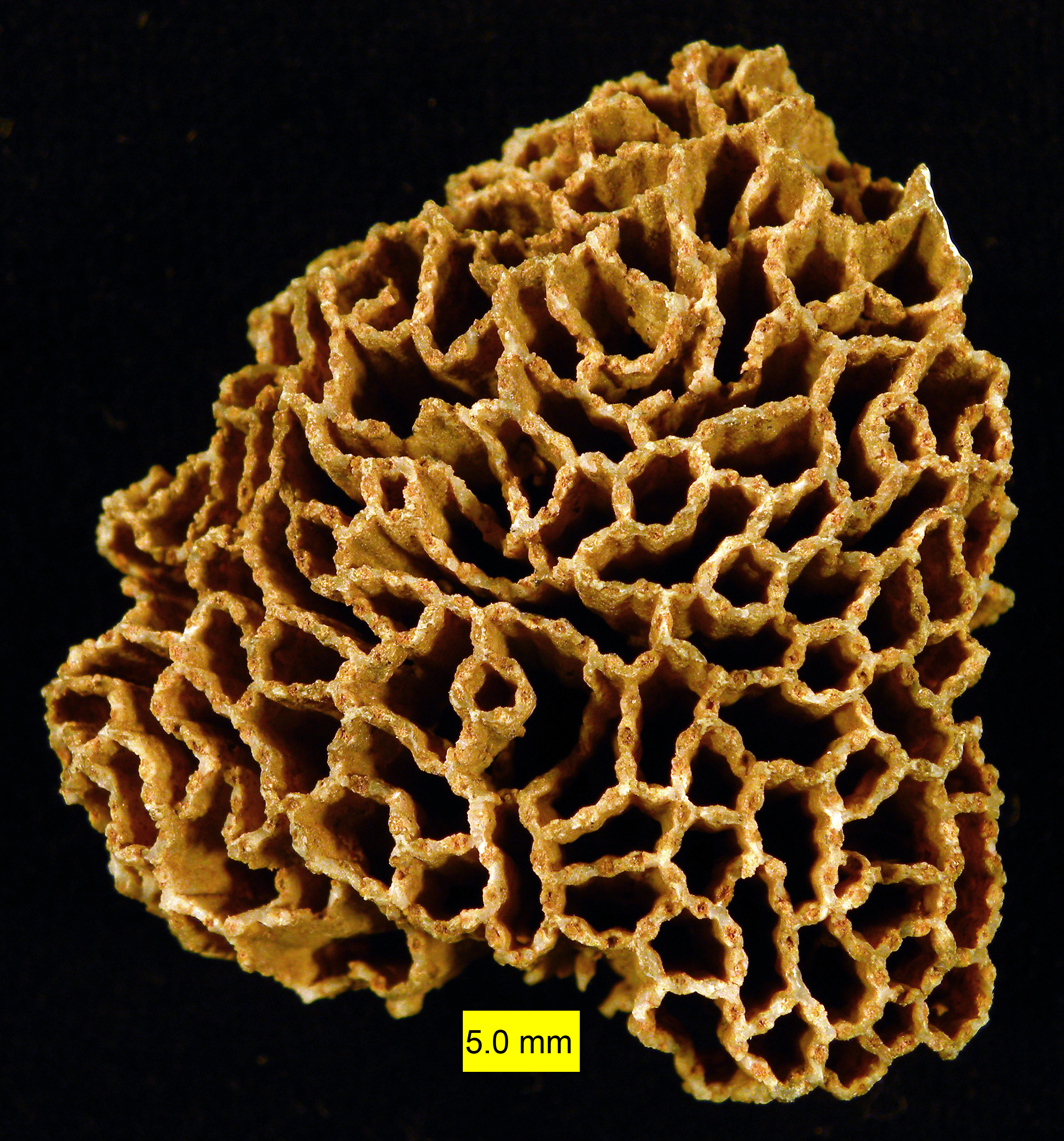
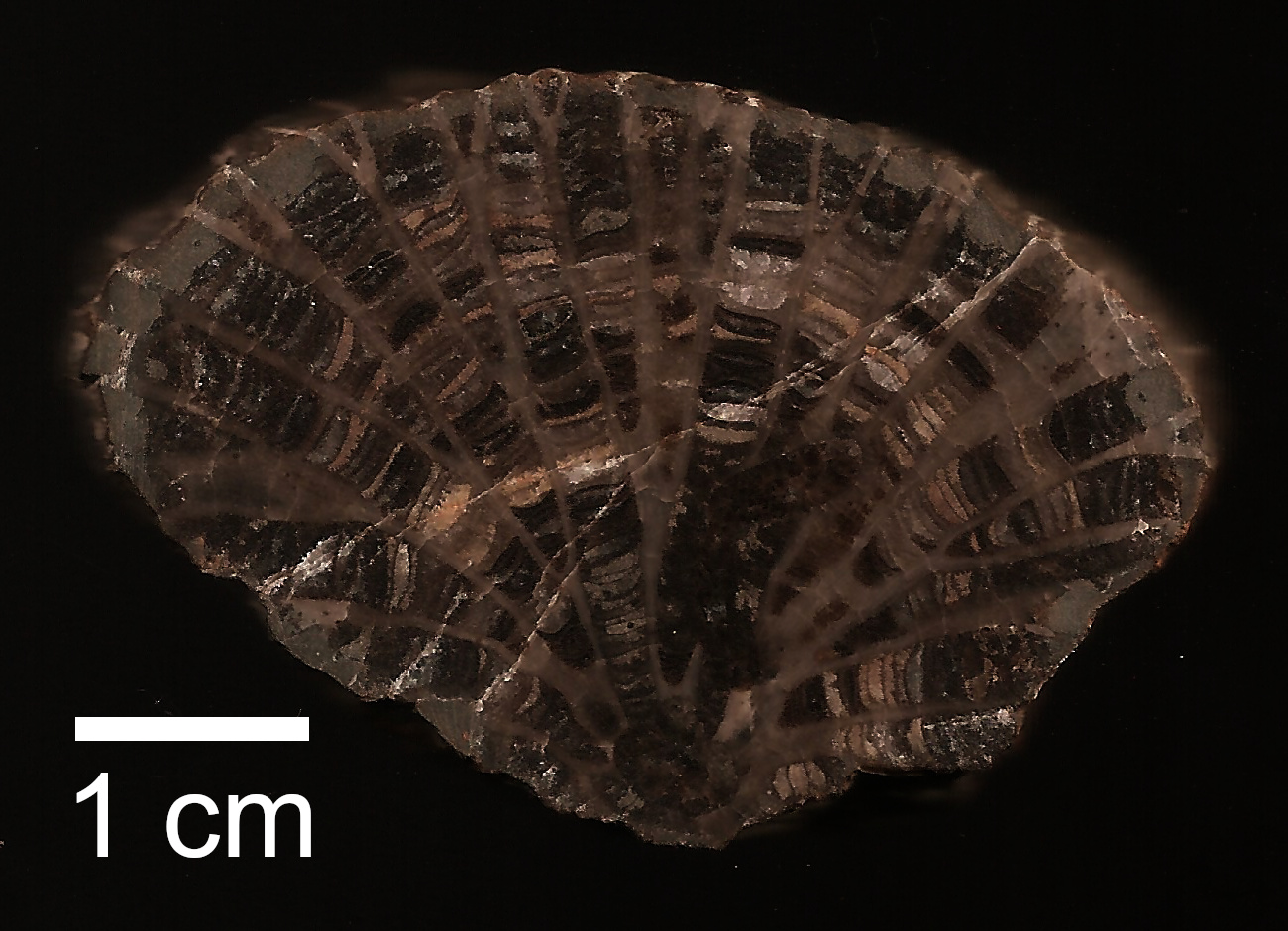
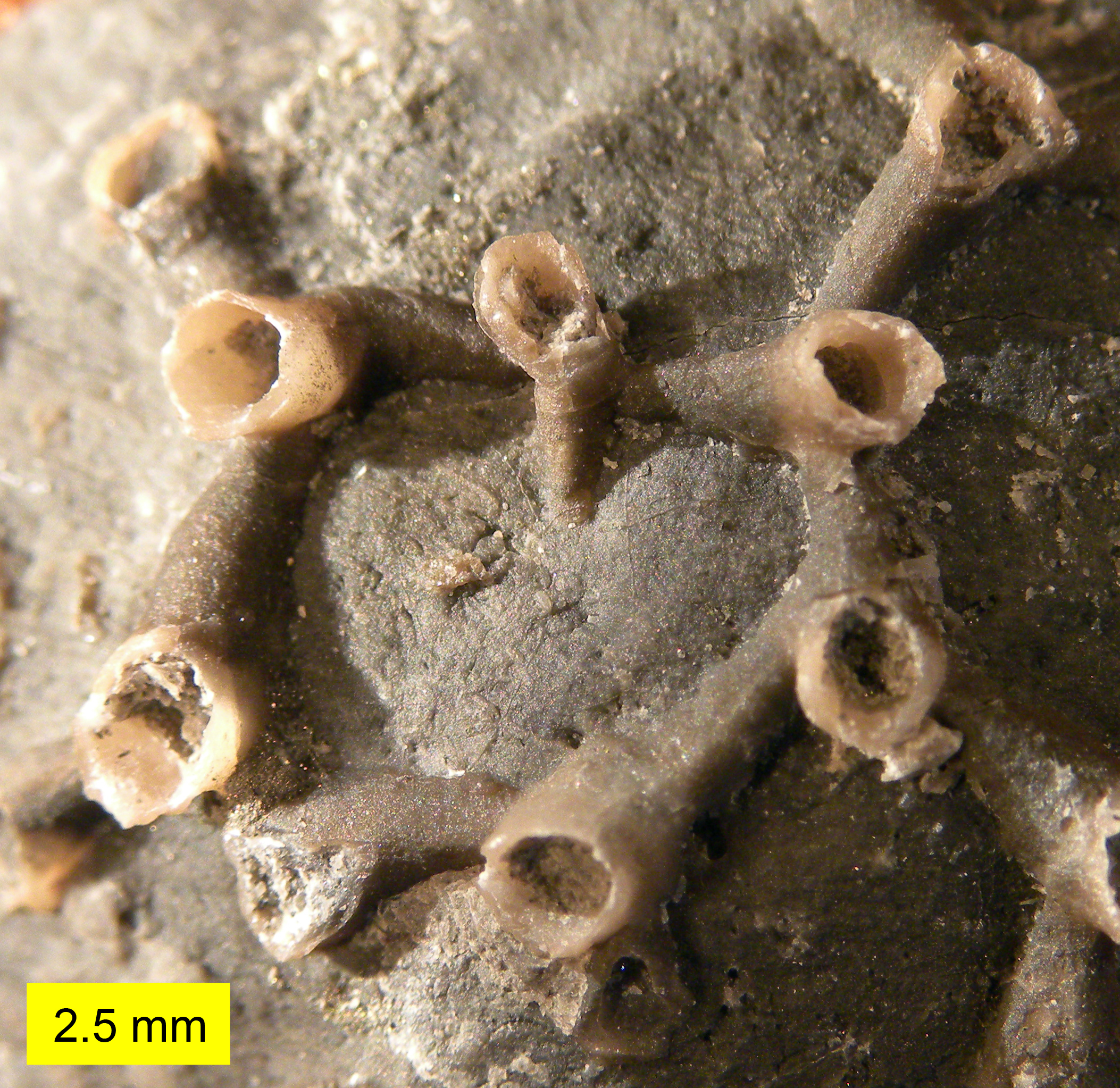
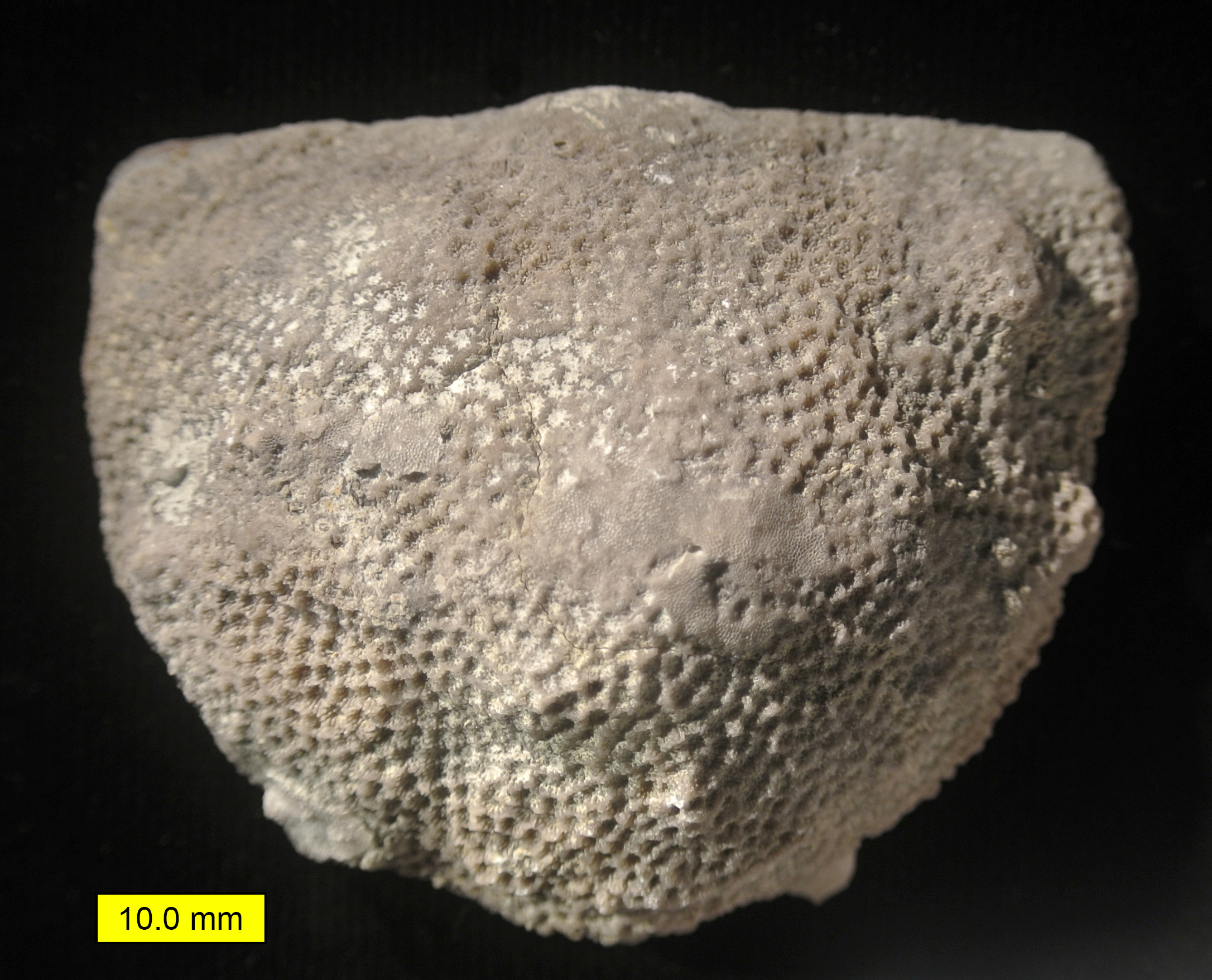